# ロザリア・メラ
ロザリア・メラ・ゴイエンチェア（スペイン語：Rosalía Mera Goyenechea、1944年1月28日 - 2013年8月15日）は、スペインのファッション・グループ、インディテックス（“ザラ”の所有者）の共同創業者、スペインでの女性大富豪であった。

## 生い立ち
11歳で学校を退学し、13歳で裁縫師として働き始めた。1975年、当時の夫アマンシオ・オルテガと北スペインのラ・コルーニャにザラの最初のショップを創業した。その後、ビジネスは急成長し、遂に全世界へ広まっていた。2004年に退職したが、その後もインディテックスの株を持っていた。2013年、バレアレス諸島メノルカ島で休暇中に脳卒中で69歳で死去した。彼女はオレイロスのサンタ·エウラリア·デLiáns（ア・コルーニャ）の教会の墓地に埋葬された.

## 財産
2013年にアメリカ合衆国の経済雑誌『フォーブス』の世界長者番付で195位になった。61億ドルの財産を持ち、スペインで最も裕福な女性であった。